# Rund um den Henninger-Turm 1980
Il Rund um den Henninger-Turm 1980, diciannovesima edizione della corsa, si svolse il 1º maggio su un percorso di 249 km, con partenza e arrivo a Francoforte sul Meno. Fu vinto dall'italiano Gianbattista Baronchelli della squadra Bianchi-Piaggio davanti al connazionale Francesco Moser e al belga Fons De Wolf.

## Ordine d'arrivo (Top 10)
| Pos. | Corridore                  | Squadra                | Tempo    |
| ---- | -------------------------- | ---------------------- | -------- |
| 1    | Gianbattista Baronchelli   | Bianchi-Piaggio        | 6h41'36" |
| 2    | Francesco Moser            | Sanson-Campagnolo      | a 35"    |
| 3    | Fons De Wolf               | Boule d'Or-Studio Casa | s.t.     |
| 4    | Daniel Willems             | Ijsboerke-Warncke Eis  | s.t.     |
| 5    | Jean-Philippe Vandenbrande | Safir-Ludo             | s.t.     |
| 6    | Rudy Pevenage              | Ijsboerke-Warncke Eis  | s.t.     |
| 7    | Dietrich Thurau            | Puch-Campagnolo-Sem    | s.t.     |
| 8    | Godi Schmutz               | Cilo-Aufina            | s.t.     |
| 9    | Mariano Martínez           | La Redoute-Motobecane  | s.t.     |
| 10   | Johan van der Velde        | Ti-Raleigh-Creda       | s.t.     |